# MMTS Kwidzyn
Miejsko-Młodzieżowe Towarzystwo Sportowe w Kwidzynie – polski męski klub piłki ręcznej, założony w 1998 w Kwidzynie. Wicemistrz Polski i finalista Challenge Cup w sezonie 2009/2010.

## Historia
Rozgrywki krajowe
MMTS Kwidzyn powstał w 1998. W sezonie 1999/2000 zajął w I lidze serii B 2. miejsce, wywalczając awans do I ligi serii A (ekstraklasy). W debiucie w najwyższej klasie rozgrywkowej w sezonie 2000/2001 kwidzyński zespół zajął 8. miejsce. Do 2007 jego największym sukcesem w rozgrywkach ligowych było dwukrotnie zajęcie 5. pozycji (2002/2003, 2004/2005). W sezonie 2007/2008 MMTS, po pokonaniu w ćwierćfinale play-off Azotów-Puławy i porażce w półfinale z Wisłą Płock, przystąpił do walki o brązowy medal – w pięciomeczowej rywalizacji o 3. miejsce przegrał z Vive Kielce (szczególnie zacięty przebieg miało czwarte spotkanie, które zakończyło się zwycięstwem Vive 41:40 po dwóch dogrywkach). W sezonie 2008/2009 kwidzyńska drużyna po raz pierwszy stanęła na podium mistrzostw Polski – w rywalizacji o brązowy medal pokonała AZS-AWFiS Gdańsk (25:21; 29:30; 22:21; 22:28; 27:26). Bramkę decydującą o zwycięstwie w ostatnim meczu, na 25. sekund przed końcem czasu gry, zdobył z rzutu karnego Michał Waszkiewicz. W 2009 dwaj gracze MMTS-u Kwidzyn – Robert Orzechowski i Michał Adamuszek – wystąpili w barwach drużyny Północy w meczu gwiazd Ekstraklasy.
Rundę zasadniczą sezonu 2009/2010 MMTS Kwidzyn zakończył na 3. miejscu w tabeli (14 zwycięstw, jeden remis i siedem porażek). W ćwierćfinale play-off pokonał Warmię Olsztyn, natomiast w półfinale zmierzył się z Wisłą Płock. W pierwszych dwóch meczach, rozegranych w Płocku 28 i 29 kwietnia 2010, kwidzyński zespół zanotował dwie porażki (28:30 i 27:30). Kolejne dwa spotkania, które odbyły się 5 i 6 maja 2010 w Kwidzynie, wygrał jednak MMTS (33:27 i 27:26). O awansie do finału zadecydował więc piąty mecz, rozegrany w Płocku 10 maja 2010 – w nim dość niespodziewanie zwyciężył MMTS (26:25) i to on przystąpił do gry o mistrzostwo Polski. W finale, którego trzy spotkania odbyły się 15, 16 i 19 maja 2010, przegrał z Vive Kielce (20:27; 24:28; 32:36), zdobywając srebrny medal mistrzostw Polski. W sezonie 2010/2011 MMTS zdobył drugi brązowy medal mistrzostw Polski, pokonując w meczu o 3. miejsce Stal Mielec (41:36; 20:25; 35:27; 25:30; 24:23). Sezon 2011/2012 zakończył na 4. pozycji.
W sezonie 2012/2013 MMTS Kwidzyn przystąpił do gry w fazie play-off z 6. pozycji po rundzie zasadniczej (11 zwycięstw, dwa remisy, dziewięć porażek) – w ćwierćfinale wygrał ze Stalą Mielec (34:33; 35:32), w półfinale przegrał z Wisłą Płock (40:45; 30:34; 22:30), natomiast w rywalizacji o 3. miejsce pokonał Azoty-Puławy (29:25; 29:30; 27:36; 36:28; 29:28). W sezonach 2013/2014 i 2014/2015 drużyna kończyła rozgrywki Superligi na 8. pozycji. W sezonie 2015/2016 zespół powrócił do walki o medale, jednak w rywalizacji o 3. miejsce przegrał z Azotami-Puławy. Również w sezonie 2016/2017, w którego fazie zasadniczej MMTS odniósł 17 zwycięstw i poniósł dziewięć porażek, przegrał w rywalizacji o brązowy medal z Azotami-Puławy, choć pierwszy mecz wygrał różnicą sześciu bramek (24:18; 20:30).
W sezonie 2017/2018 MMTS wygrał 15 meczów i 15 przegrał. Z dorobkiem 56 punktów zajął 4. miejsce w grupie granatowej i 6. w tabeli zbiorczej. W rywalizacji o dziką kartę do fazy play-off, której spotkania odbyły się 21 kwietnia i 24 kwietnia 2018, został pokonany przez Wybrzeże Gdańsk (23:30; 30:25) i nie awansował do 1/4 finału. Najlepszym strzelcem kwidzyńskiego zespołu był Adrian Nogowski, który zdobył 143 bramki. Jednocześnie klub zmagał się z problemami finansowymi. Ich skutkiem było odejście w trakcie sezonu 2017/2018 trzech zawodników: Ignacego Bąka, Pawła Gendy i Marka Szpery.
Ze względu na niewystarczający budżet do gry w PGNiG Superlidze, chciano rozwiązać klub wraz z końcem sezonu Superligi 2020/2021, ostatecznie do tego jednak nie doszło. MMTS zapisał się w historii polskiej piłki ręcznej jako Wicemistrz Polski, poczwórny brązowy medalista Mistrzostw Polski oraz finalista europejskiego pucharu Challenge Cup.
Europejskie puchary
W latach 2008–2010 MMTS Kwidzyn występował w rozgrywkach Challenge Cup. W sezonie 2008/2009 odpadł z tych rozgrywek w 3. rundzie po porażce z serbskim Proleter Naftagas (24:19; 15:23). W sezonie 2009/2010 rozpoczął grę od 4. rudny, w której pokonał, dzięki większej liczbie bramek zdobytych na wyjeździe, rumuński HC Odorheiu Secuiesc (32:20; 23:25). W 1/4 finału wygrał z portugalskim Xico Andebol (25:28; 28:23), natomiast w półfinale zwyciężył włoską Bolognę United (24:24; 28:19). W rywalizacji finałowej, której mecze odbyły się 23 i 29 maja 2010, przegrał z portugalskim Sportingiem (25:27; 26:27), kończąc rozgrywki na 2. miejscu. W klasyfikacji najlepszych strzelców rozgrywek Michał Adamuszek zajął 6. miejsce (37 bramek), a Maciej Mroczkowski – 9. (34 gole).
W 2010 MMTS Kwidzyn zrezygnował z gry w europejskich pucharach ze względu na niewystarczający budżet, tak samo zrobił w 2016. Do rozgrywek pucharowych powrócił w 2022.

## Osiągnięcia
- Ekstraklasa/Superliga:
  - 2. miejsce: 1x 2009/2010
  - 3. miejsce: 3x 2008/2009, 2010/2011, 2012/2013
- Puchar Polski:
  - 3. miejsce: 4x 2002/2003, 2003/2004, 2004/2005, 2011/2012[2][21]
- Challenge Cup:
  - 2. miejsce: 2009/2010

## Drużyna
| Nazwisko                                                 | Imię      | Pozycja      | Numer |
| -------------------------------------------------------- | --------- | ------------ | ----- |
| Grzenkowicz                                              | Patryk    | Skrzydłowy   | 2     |
| Łazarczyk                                                | Leon      | Rozgrywający | 5     |
| Kamyszek                                                 | Robert    | Rozgrywający | 9     |
| Chruściel                                                | Oliwier   | Bramkarz     | 12    |
| Guziewicz                                                | Alan      | Rozgrywający | 15    |
| Wawrzyniak                                               | Filip     | Środkowy     | 17    |
| Welcz                                                    | Jakub     | Skrzydłowy   | 18    |
| Potoczny                                                 | Michał    | Środkowy     | 19    |
| Jarosz                                                   | Filip     | Rozgrywający | 22    |
| Kosmala                                                  | Mateusz   | Skrzydłowy   | 23    |
| Malczak                                                  | Igor      | Rozgrywający | 24    |
| Landzwojczak                                             | Ryszard   | Obrotowy     | 25    |
| Zakreta                                                  | Łukasz    | Bramkarz     | 33    |
| Cherkashchenko                                           | Bogdan    | Rozgrywający | 35    |
| Matlęga                                                  | Jakub     | Bramkarz     | 39    |
| Chałupka                                                 | Tyberiusz | Obrotowy     | 42    |
| Jankowski                                                | Wiktor    | Obrotowy     | 77    |
| Lewczyk                                                  | Filip     | Środkowy     | 89    |
| \| Źródła: https://www.mmts.pl/i-zespol-sezon-2023-24 \| |           |              |       |
| Źródła: https://www.mmts.pl/i-zespol-sezon-2023-24       |           |              |       |

### Sztab szkoleniowy
| Funkcja                                            | Imię i nazwisko     |
| -------------------------------------------------- | ------------------- |
| Trener                                             | Bartłomiej Jaszka   |
| Kierownik drużyny                                  | Marek Ścieszko      |
| Lekarz                                             | Bartosz Turoń       |
| Trener odnowy biologicznej                         | Wojciech Drozdowski |
| Trener odnowy biologicznej                         | Piotr Walenczewski  |
| Źródła: https://www.mmts.pl/i-zespol-sezon-2023-24 |                     |

## Europejskie puchary
| Rozgrywki     | Sezon     | Runda      | Rywal                  | Dom   | Wyjazd | Dwumecz |
| ------------- | --------- | ---------- | ---------------------- | ----- | ------ | ------- |
| Challenge Cup | 2008/2009 | Runda 3    | Proleter Naftagas      | 24:19 | 15:23  | 39:42   |
| Challenge Cup | 2009/2010 | Runda 4    | HC Odorheiu Secuiesc   | 32:20 | 23:35  | 55:55   |
| Challenge Cup | 2009/2010 | 1/4 finału | Xico Andebo            | 25:28 | 28:23  | 53:51   |
| Challenge Cup | 2009/2010 | 1/2 finału | Bologna United         | 28:19 | 24:24  | 52:43   |
| Challenge Cup | 2009/2010 | Finał      | Sporting CP            | 25:27 | 26:27  | 51:54   |
| Puchar EHF    | 2022/2023 | Runda 2    | SG Flensburg-Handewitt | 25:39 | 24:37  | 49:76   |
| Źródło: EHF   |           |            |                        |       |        |         |